# Yngve Simonsson
Yngve Albert Simonsson, född 3 december 1889 i Falkenberg, död 29 februari 1956 i Säffle, var en svensk järnvägsman och bruksman.
Yngve Simonsson var son till bankdirektören Albert Nathanael Simonsson och bror till Ivar Simonsson. Efter mogenhetsexamen i Stockholm 1908 utexaminerades han från Tekniska högskolans fackavdelning för väg- och vattenbyggnadskonst 1912. Simonsson anställdes 1912 som biträdande underingenjör vid Statens järnvägar och blev 1915 underingenjör och tillförordnad baningenjör vid Femte distriktet i Kiruna. 1916 övergick han till Trafikförvaltningen Göteborg–Stockholm–Gävle (från 1919 Trafikförvaltningen Göteborg-Dalarna-Gävle), var förste byråingenjör där 1916–1930, avancerade 1930 till bankdirektör, blev 1931 VD för ett av de till koncernen anslutna bolagen, Järnvägsaktiebolaget Dal-Västra Värmland, samt utsågs 1935 till VD för hela koncernen. Samtidigt blev Simonsson VD för koncernens tre viktigaste bolag, Bergslagernas Järnvägs AB, Gävle-Dala järnvägsaktiebolag, Södra Dalarnes järnvägsaktiebolag, samt 1936 även för Lödöse-Lilla Edets järnvägsaktiebolag och det stora omnibus- och lastbilsföretaget GDG Biltrafik AB i Göteborg. I samband med förstatligandet av de under Trafikförvaltningen Göteborg-Stockholm-Gävle sammanförda företagen 1947 lämnade Simonsson järnvägstjänsten. Från 1947 var han VD för Billeruds AB i Säffle och därmed förenade bolag som Borgviks AB, AB Ludvika ångsåg med flera. Därtill var han styrelseledamot i Svenska Amerika Linien från 1935 och i AB Svenska Handelsbanken från 1948. Bland Simonssons insatser inom Trafikförvaltningen märks en genomgripande omorganisation, rationalisering och modernisering av järnvägstrafikens alla grenar, elektrifiering av sträckan Göteborg-Falun-Gävle och i samband därmed införande av Sveriges första expresståg, "GDG-expressen", med en hastighet på 120 kilometer i timmen, samt skapandet av Sveriges på sin tid största samordnade järnvägs-, buss- och lastbilsnät. Simonsson innehade en mängd förtroendeuppdrag. I Sveriges enskilda järnvägars ingenjörsförbund var han styrelseledamot 1922–1947 och därunder vice ordförande 1930–1935 och ordförande 1935–1947. I Tekniska samfundet i Göteborg var han styrelseledamot 1928–1931, vice ordförande 1934 och ordförande 1942–1943, och i Sveriges järnvägsförening anlitades han som styrelseledamot 1936 och som vice ordförande 1942–1947. Bland andra uppdrag märks, att han var styrelseledamot i Nordiska järnvägsmannasällskapet 1936–1947, ledamot av Sveriges trafikförbunds råd 1936–1947 och av Göteborgs handelskammare 1939–1947 samt vice ordförande i Svenska järnvägarnas arbetsgivareförening 1943–1947. Han var ordförande i Besparingsberedningens järnvägssakkunniga 1941–1943 och ledamot av 1944 års trafikutredning. Från 1948 var han ledamot av Svenska institutets råd. 1942 blev han ledamot av Ingenjörvetenskapsakademien. Simonsson författade avhandlingen Järnvägar i De tekniska vetenskaperna (1929) samt publicerade ett stort antal artiklar i järnvägstekniska ämnen i svenska och utländska facktidskrifter.